# NGC 287
NGC 287 je galaksija u zviježđu Ribe.

## Vanjske poveznice
- SEDS: NGC 287